# Morros, Maranhão
Morros este un oraș în unitatea federativă Maranhão (MA), Brazilia.